# 鰻のせいろ蒸し
鰻のせいろ蒸し（うなぎのせいろむし）は、福岡県柳川市の名物料理。
堅めに炊いたご飯にタレをまぶして蒸し、焼いた鰻の蒲焼を錦糸卵と共に飯に乗せて再度蒸しあげて作る。
柳川は柳川藩の時代から鰻の産地として有名であり、藩の財源ともなっていた。その柳川藩で江戸時代から親しまれている食べ方がせいろ蒸しである。有明海の漁師町でもあった柳川では、蒸すことで冷めにくくなったとして漁師に好まれた。
武士の町でもあった柳川では江戸と同じく切腹に通じることから腹開きが避けられて背開きで調理するようになった。また焼き方は、一度、鰻を蒸してから焼く関東風ではなく、蒸さずにタレを付けて焼く関西風となっている。串は打たずに鉄の格子の上に乗せて焼くのが特徴である。